# Маргарита де Куртене (маркграфиня Намюра)
Матильда де Куртене (фр. Marguerite de Courtenay-Namur; ок. 1194 — 17 июля 1270) — маркграфиня Намюра в 1229—1237, дочь Пьера II де Куртене и Иоланды де Эно.

## Биография
Маргарита вышла замуж в первый раз за Рауля III д'Исудёна, но брак был расторгнут в 1213 году. В 1217 году она вышла замуж за графа Виандена Генриха I.
Когда брат Маргариты Генрих II де Куртене умер бездетным в 1229 году, она стала его преемницей. Также на маркграфство претендовал её брат император Латинской империи Балдуин II де Куртене и её старшая сестра королева Венгрии Иоланда. Также её противником был Ферран Португальский, чья жена Жанна Константинопольская была двоюродной сестрой матери Маргариты Иоланды де Эно. Ферран пытался захватить Намюр. Маргарита, при поддержке графа Булони Филиппа Юрпеля была вынуждена вести переговоры о мире, который был подписан в Камбре 1 ноября 1232 года. В обмен на несколько городов во Фландрии и Эно Ферран отказался от Намюра.
Тем временем, в 1237 году её брат Болдуин снова попытался овладеть маркграфством. При поддержке короля Франции Людовика VIII и графиня Фландрии и Жанны Константинопольской Болдуин смог окончательно сместить сестру и захватить власть в Намюре, а та поселилась в графстве Вианден вместе с мужем. В 1247 году Балдуин назначил наследником в случае смерти без детей (у него был один сын в возрасте 4 лет) графа Люксембурга Генриха V, сына графа Намюра Жоффруа I, но 1263 году права на Намюр у Балдуина II купил двоюродный брат Генриха Ги де Дампьер, хотя ему пришлось бороться за него с Генрихом Люксембургским.
Генрих де Вианден отправился в Святую Землю в 1252 году. Он оставил управление графством сыну Филиппу I и вскоре умер. Маргарита удалилась в монастырь Мариенталь, где и умерла 17 июля 1270 года.

## Браки и дети

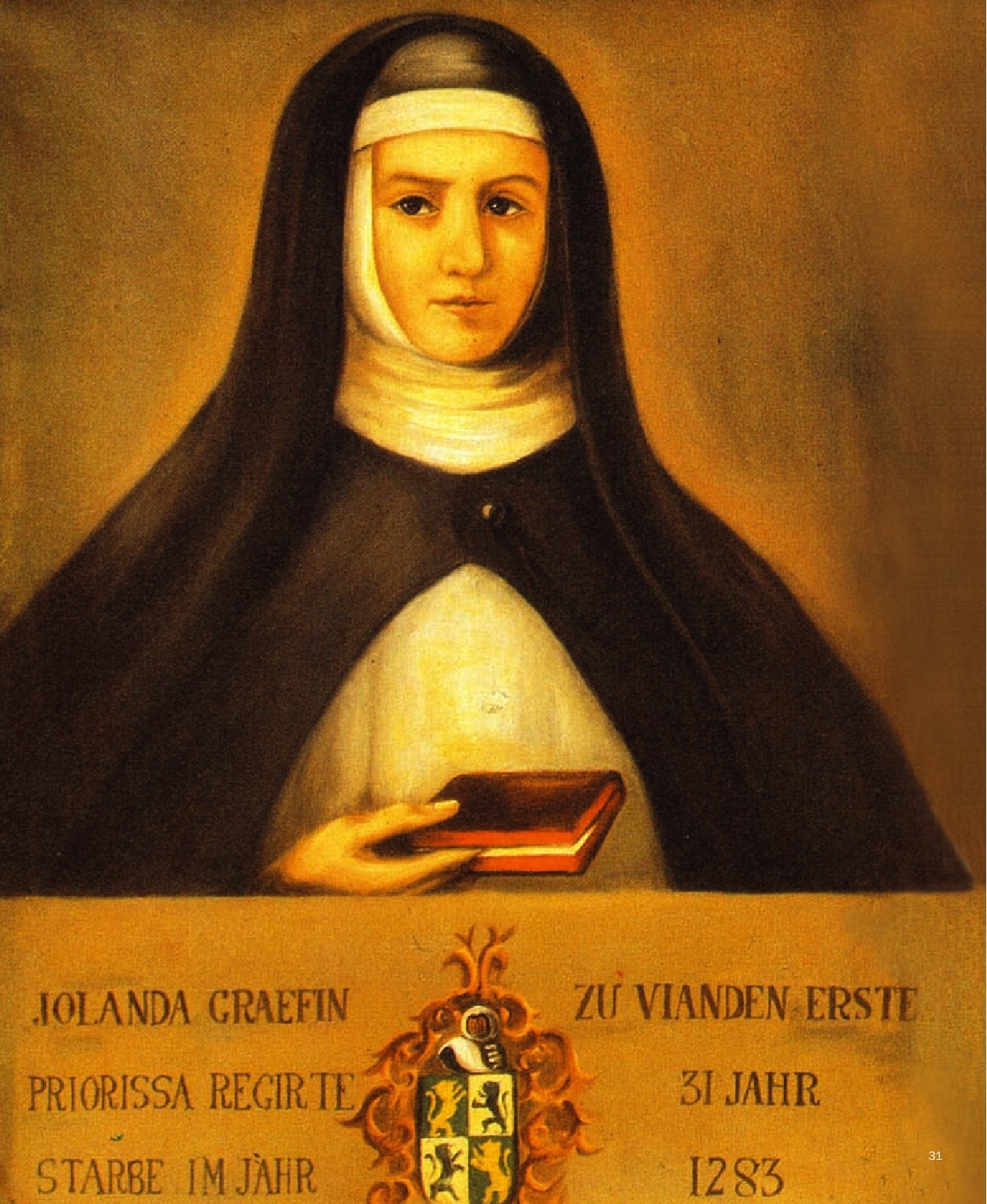
Иоланда де Вианден

1-й муж с 1210 года, расторгнут в 1213 году: Рауль III д'Исудён (ум. 1 марта 1219), сеньор Исудёна. Детей не было.
2-й муж с 1216 года: Генрих I де Вианден (ум. 19 ноября 1253), граф Виандена, маркграф Намюра по праву жены. Дети:
- Матильда; муж с ок. 1235: Ян Ангел, герцог Срема
- Пьер (ум. после 1272)
- Фридрих (ум. 10 ноября 1247)
- Филипп I (ум. 23 апреля 1273), граф Виандена с 1253
- Генрих (ум. 1267), епископ Утрехта с 1249
- Иоланда (ум. 1283), игуменья монастыря Мариенталь